# Neoptólemo II de Epiro
Neoptólemo II de Epiro (Neoptolemos, (Νεοπτόλεμος) fue rey de Epiro hacia 326 a. C. al 323 a. C.
Era hijo de Alejandro de Epiro al que sucedió a su muerte hacia el 326 a. C. Era entonces probablemente un niño y al cabo de tres años el antiguo rey Arribas de Epiro le apartó del poder y ocupó el trono hasta que murió unos meses después y la sucesión quedó en su rama.
En el 317 a. C. una revolución le llevó de nuevo al trono con el apoyo de Casandro de Macedonia. En el 313 a. C., cansados los epirotas de la influencia de Casandro, llamaron otra vez al trono a Eácides I de Epiro. Casandro envió un ejército que derrotó a Eácides en dos batallas en la última de las cuales murió. Su hermano Alcetas II fue proclamado rey y al poco se alió con Casandro.
Una revuelta popular con apoyo de Glaucias rey de Iliria lo derribó y puso en el trono a Pirro de Epiro, hijo de Eácides (307 a. C.).
En el 302 a. C., ausente Pirro, una nueva revuelta lo depuso y puso en el trono a Neoptólemo II. Reinó entonces seis años sin oposición, de manera tiránica, abriendo el camino al retorno de Pirro que desembarcó hacia el 297 a. C. al frente de un ejército que le había dado por Ptolomeo I de Egipto. Neoptólemo firmó un acuerdo con Pirro por el que ambos compartirían la soberanía. El acuerdo fue de corta duración; Neoptólemo planeó eliminar a Pirro en un festival en el que estaba reunida toda la nobleza y los dos reyes, pero la conspiración fue descubierta y Pirro mató a su rival en el mismo banquete.